# 찬란한 유산
《찬란한 유산》은 2009년 4월 25일부터 2009년 7월 26일까지 방영된 SBS 주말 특별기획 드라마이다. 줄여서 찬유라고도 부른다.

## 줄거리
중견 기업을 이끄는 할머니 덕에 재벌 3세로 살아가던 선우환(이승기 분)이 우연히 할머니를 돕다 자신의 유산을 대신 상속받게 된 고은성(한효주 분)과 이리저리 얽히면서 사랑을 만들어나가는 이야기다. 여기에 모든 것을 갖춘 남자 박준세(배수빈 분)와 어머니의 재혼으로 고은성과 ‘동갑내기 자매’가 된 유승미(문채원 분)가 이들과 사각 관계를 형성한다.

## 등장인물

### 주요 인물
- 한효주 : 고은성(25세) 역

고평중의 딸. 어린시절 어머니를 여의었으며 진성식품의 장숙자 회장을 구한 인연으로 장 회장으로부터 인정을 받아 설렁탕 체인점에서 일하게 됨과 동시에 유산 상속자가 되었다. 장 사장이 가장 신뢰하는 인물.
- 이승기 : 선우환(27세) 역

설렁탕 체인점인 ‘진성식품’ 장숙자 사장의 손자. 부자 할머니를 두었고 어릴 적 아버지가 뺑소니 사고로 돌아가시는 장면을 목격하여 너무 곱게 자란 탓에 돈이면 모든 것이 다 해결되는 줄 안다. 식당에 출근하여 손님들의 시중을 드는 허드렛일에서부터 회사일을 배우고 있다. 고은성과 엮이게 되면서 차가웠던 그의 마음이 따뜻하게 변화해 나간다.
- 문채원 : 유승미(25세) 역

은성 계모 백성희의 딸. 친구인 선우환과 같이 있기 위해, 진성식품 마케팅부에 취직했다. 은성을 개인적으로 매우 싫어한다.
- 배수빈 : 박준세(29세) 역

박 변호사의 아들로 퓨전 레스토랑 '나무'를 경영하고 있다.

### 은성 & 승미의 가족
- 전인택 : 고평중 역

은성의 아버지. 건설회사 사장이었지만 회사가 부도 나면서 위기를 맞게 되었으며 강도를 당하고 난 후 어느 날 TV에서 우연히 자신과 나이와 이름이 같은 사람이 가스폭발 사고로 사망했다는 소식을 듣게 되고 가족들이 자신을 죽은 것으로 오해하면서 가족들과 떨어져 지내게 되나 결국 아버지가 죽은 줄로만 알았던 은성과 재회한다.
- 김미숙 : 백성희 역

은성 계모. 고평중의 아내. 승미의 엄마. 살기 위해, 딸을 위해 간교해져야 한 여인.
- 연준석 : 고은우 역

은성의 남동생(자폐3급 판정, 서번트 증후군). 자폐증이 있지만, 피아노에 재능이 있으며 기억력이 매우 좋은 편이다.

### 우환의 가족
- 반효정 : 장숙자 역

우환의 조모. 주식회사 ‘진성식품’ 대표이사. 과부인 자신을 가엽게 여긴 국밥집 아주머니에게서 식당일을 배웠으며, 아주머니에게 식당을 물려받아 진성식품으로 키워냈다. 곱게 키운 손자 환이 할머니와 어머니의 지나친 사랑 때문에 천방지축 청년이 되자, 회사를 은성에게 물려주고, 손자는 자신의 힘으로 살도록 한다.
- 유지인 : 오영란 역

우환의 어머니. 과부인 며느리를 가엽게 생각한 시어머니의 지나친 사랑으로 세상 물정도, 자신의 삶을 개척하는 방법도 모른다. 그래서 시어머니가 회사를 은성에게 물려주자 충격을 받는다. 표상철 집사에게 빨래, 다림질 등의 집안 살림을 배우면서 자신의 힘으로 살아가는 방법을 깨닫고 있다.
- 한예원 : 선우정 역

우환의 여동생. 진성식품 직영 2호점 점장이었지만 본업에는 관심이 없으며 쇼핑을 즐긴다. 철부지 같은 성격이며 준세를 좋아하고 있지만 그가 은성을 좋아하는 것에 충격을 받는다.

### 준세의 가족
- 최정우 : 박태수 역

준세의 아버지이자 변호사. 진성설렁탕 이사도 겸하고 있으나 나중에는 진성식품 경영권을 쥐려는 야욕을 표방한다.

### 그 외
- 이승형 : 표상철 역

집사 겸 요리사. 조직폭력배였으나, 교도소에서 장숙자 사장에 대한 잡지기사를 읽고 마음을 바로잡았다. 손끝이 섬세하며, 그를 아낀 장숙자 사장의 배려로 진성식품의 요리사가 되었고, 나중에는 집사 겸 요리사가 되었다. 과부이고 시어머니의 재산 때문에 자신의 삶을 소중하게 여길 줄을 모르는 오영란을 가엽게 생각한다.
- 김재승 : 이형진 역

은성의 옛 남자친구로 준세의 집에서 얹혀사는 건축사이다.
- 민영원 : 이혜리 역

은성의 오랜 친구. 부모님을 모두 여의고, 클럽에서 일하던 도중 은성의 부암동 방을 지키기 위해 준세의 레스토랑에서 일하고 있다.
- 손여은 : 정인영 역

은성의 친구. 은성과는 대학 시절부터 만났다.
- 김추월 : 정인영의 어머니 역
- 정석원 : 진영석 역 - 환의 친구. 라이브 바를 운영
- 백승현 : 이준형 역 - 진성설렁탕 본점 점장 → 진성설렁탕 2호점 점장
- 박상현 : 박수재 역 - 진성설렁탕 본점 직원 → 진성설렁탕 2호점 직원
- 이상훈 : 진성식품 공장장 역 - 환의 아버지 친구. 환의 메신저
- 문영미 : 진성설렁탕 본점 주임 역
- 이종구 : 은우를 잠시 맡았던 보육원 원장 역
- 최영인 : 은우를 잠시 맡았던 보육원 원장의 부인 역
- 김유라 : 고급 쥬얼리 쇼장에서 백성희를 험담하는 여자 역
- 차나연 : 고급 쥬얼리 쇼장에서 백성희를 험담하는 여자 역
- 이광세 : 김용호 역 - 은행 지점장
- 박팔영 : 강만호 역 - 사장. 고평중의 친구
- 설지윤 : 술집 사장 역
- 민병애 : 고평중에게 돈을 빌려준 여자 역
- 김광인 : 공인중개사 역
- 신준영 : 찜질방에서 은우를 때리는 남자 역
- 민준현 : 클럽의 웨이터 역
- 안수호 : 자기 노점상 자리라며 장숙자에게 비켜달라는 남자 역
- 공재원 : 의사 역
- 오아랑 : 진성설렁탕 2호점 점장 역
- 김성오 : 환의 친구 역
- 박성균 : 호텔 관계자 역
- 박규점 : 백성희의 가구매장 이사장 역
- 공유석 : 백성희가 은우를 찾으라고 시킨 남자 역
- 김연수 : 은우를 찾으러 온 남자가 만난 보육원 교사 역
- 유옥주 : 음악학원의 원장 역
- 김호창 : 영석의 Bar에 온 손님 역
- 조성희 : 환을 클럽으로 끌어들이는 웨이터 역
- 단강호 : 환이 접촉사고를 낸 차량의 운전자 역
- 최인숙 : 환에게 팁을 주는 여자 역
- 유금 : 환에게 팁을 주는 여자 역
- 손영순 : 진성설렁탕 30주년 기념행사에 대해 홍보하는 걸 듣는 할머니 역
- 최교식 : 설렁탕 납품하는 공장의 직원 역
- 한창현 : 설렁탕 납품하는 공장의 사장 역 - 준세의 선배
- 이정훈 : 금융감독원 직원 역
- 정병철 : 하늘교회 관리자 역
- 유순철 : 설렁탕을 한 그릇만 배달시킨 할아버지 역
- 운기호 : 장숙자를 수술한 의사 역
- 나재균 : 진성식품 오 이사 역
- 이정성 : 진성식품 이사 역
- 오정원 : 백성희에게 꽃집 매출에 대해 물어보는 여자 역

## 제작진
| - 제작지원 : 신선설농탕, 삼천리자전거 - 촬영협조 : SK건설 - 기획 : SBS 드라마본부 - CP : 허웅 - 제작 : 김종식, 김희연 - 제작총괄 : 곽훙석 - 제작프로듀서 : 윤석훈, 정승재 - 기획팀장 : 서운혜 - 기획프로듀서 : 윤고운 - 마케팅프로듀서 : 김미정 - 제작행정 : 정희영 - 법률자문 : 박종술 - 법무법인 : 가인 유지선 - 조명감독 : 전성근 - 조명 : 이우균, 김종성, 김옥, 최승민 - 동시녹음 : 한경환, 임용균, 김명수 - 크레인 : 문군현, 임대기, 이성서 - 보조출연 : 태양기획, 이장석, 서기용 - 세트협력 : 아트원 - 소품협력 : 아트검 - 소품 : 프로아트, 안병렬, 박명희 - 특수효과 : 도광섭 | - 캐스터 : 방대현, 이충선 - 미술 : 수도, 이인철 - 음향효과 : 황인수, 김용배, 오호영, 박광희 - 음악감독 : 전창엽 - 음향효과 : 한도환 - 작곡 : 전명룡, 기세인, 김장원, 이건영 - 편집 : 쿨미디어 조인형 - 편집보 : 김아룸 - 홍보 : 홍성진, 김연식 - 극본 : 홍림, 김상면 - 구성 : 배수현 - 진행 : 주재영, 이창주 - 스크립터 : 이윤아 - 섭외 : 민광진, 김자욱 - PD : 오세현, 김해주 - 극본 : 소현경 대표작 : SBS《그 여자》, MBC《얼마나 좋길래》외 다수 - 연출 : 진혁 대표작 : SBS《온에어》, SBS《바람의 화원》 - 조연출 : 오진석, 김유진 |

## 시청률
최저 시청률과 최고 시청률은 시청률 조사회사와 지역별로 시청률에 차이가 있을 수 있습니다.
| 2009년      | 2009년      | 2009년         | 2009년       | 2009년         | 2009년       |
| 회차        | 방송일      | TNmS 시청률    | TNmS 시청률  | AGB 시청률     | AGB 시청률   |
| 회차        | 방송일      | 대한민국(전국) | 서울(수도권) | 대한민국(전국) | 서울(수도권) |
| ----------- | ----------- | -------------- | ------------ | -------------- | ------------ |
| 제1회       | 4월 25일    | 16.9%          | 17.0%        | 15.9%          | 15.8%        |
| 제2회       | 4월 26일    | 19.2%          | 19.6%        | 19.6%          | 19.4%        |
| 제3회       | 5월 2일     | 15.9%          | 15.6%        | 17.9%          | 18.8%        |
| 제4회       | 5월 3일     | 21.7%          | 21.6%        | 23.2%          | 23.9%        |
| 제5회       | 5월 9일     | 21.8%          | 23.1%        | 22.8%          | 23.8%        |
| 제6회       | 5월 10일    | 26.5%          | 27.7%        | 26.9%          | 27.6%        |
| 제7회       | 5월 16일    | 24.7%          | 25.1%        | 25.1%          | 25.4%        |
| 제8회       | 5월 17일    | 28.5%          | 29.6%        | 28.1%          | 29.1%        |
| 제9회       | 5월 23일    | 26.8%          | 27.4%        | 27.2%          | 27.8%        |
| 제10회      | 5월 24일    | 29.1%          | 29.4%        | 28.8%          | 30.2%        |
| 제11회      | 5월 30일    | 28.5%          | 28.1%        | 27.2%          | 28.4%        |
| 제12회      | 5월 31일    | 33.4%          | 33.3%        | 32.0%          | 34.2%        |
| 제13회      | 6월 6일     | 28.5%          | 29.2%        | 30.0%          | 30.8%        |
| 제14회      | 6월 7일     | 33.4%          | 33.3%        | 32.4%          | 33.5%        |
| 제15회      | 6월 13일    | 30.9%          | 30.9%        | 30.6%          | 31.5%        |
| 제16회      | 6월 14일    | 34.1%          | 34.4%        | 33.4%          | 33.9%        |
| 제17회      | 6월 20일    | 32.9%          | 32.7%        | 32.8%          | 33.5%        |
| 제18회      | 6월 21일    | 35.5%          | 36.1%        | 34.6%          | 34.6%        |
| 제19회      | 6월 27일    | 33.0%          | 33.8%        | 33.3%          | 33.8%        |
| 제20회      | 6월 28일    | 39.9%          | 40.6%        | 38.4%          | 38.8%        |
| 제21회      | 7월 4일     | 35.6%          | 35.7%        | 35.7%          | 35.6%        |
| 제22회      | 7월 5일     | 39.7%          | 40.1%        | 39.0%          | 38.5%        |
| 제23회      | 7월 11일    | 38.5%          | 37.6%        | 37.2%          | 37.2%        |
| 제24회      | 7월 12일    | 41.8%          | 41.7%        | 41.3%          | 41.2%        |
| 제25회      | 7월 18일    | 40.1%          | 39.9%        | 39.3%          | 39.0%        |
| 제26회      | 7월 19일    | 43.4%          | 44.0%        | 42.2%          | 42.8%        |
| 제27회      | 7월 25일    | 44.6%          | 45.3%        | 40.5%          | 39.9%        |
| 제28회      | 7월 26일    | 47.1%          | 47.4%        | 45.2%          | 46.0%        |
| 평균 시청률 | 평균 시청률 | 31.9%          | 32.2%        | 31.5%          | 32.0%        |

## 연장 사유
- 2009년 6월 4일 : 찬란한 유산 방영 분량이 26부작에서 2회 연장되어 28부작으로 변경 및 확정되었다.

## 수상 경력
- 2009년 SBS 연기대상 여자 최우수연기상 김미숙
- 2009년 SBS 연기대상 특별기획부문 남자 연기상, 10대 스타상, 베스트커플상 이승기
- 2009년 SBS 연기대상 특별기획부문 여자 연기상, 10대 스타상, 베스트커플상 한효주
- 2009년 SBS 연기대상 공로상 반효정
- 2010년 제5회 서울 드라마 어워즈 한류드라마부문 여자배우상 한효주
- 2010년 제5회 서울 드라마 어워즈 인기상 이승기
- 2010년 제37회 한국방송대상 TV장편드라마부문 작품상
- 2011년 제17회 상하이 TV페스티벌 아시안 TV시리즈 특별상[4]
- 2011년 제44회 휴스턴 국제 필름 페스티벌 TV시리즈 장편드라마 부문 대상[5]

## OST

### Part 1
- 2009년 5월 1일 발매

1. 〈내 가슴에 사는 사람〉 - 이수
2. 〈사랑에 미쳐서〉 - 지선
3. 〈너 하나만〉 - 강하니

### Part 2
- 2009년 6월 15일 발매

1. 〈사랑은 벌이다〉 - 케이윌
2. 〈Spring Rain〉 - 지혜
3. 〈그리운 누나〉 - V.A
4. 〈환이를 잡아라〉 - V.A
5. 〈우리가 가족이니?〉 - V.A
6. 〈Funny Life〉 - V.A
7. 〈너에게 가는 길〉 - V.A
8. 〈Smile working〉 - V.A
9. 〈마지막 거짓말〉 - V.A
10. 〈티격태격〉 - V.A
11. 〈이별의 기억〉 - V.A
12. 〈Spring Rain (Guitar Ver.)〉 - V.A
13. 〈운명, 그 두 번째 이야기〉 - V.A

## 해외 방영
- 한국문화산업교류재단은 SBS와의 판권 계약에 따라 유럽, 중앙아시아, 아프리카, 남북아메리카, 오세아니아 등지의 81개국에 《찬란한 유산》의 무상 방영을 지원하기로 하였다.[6]
- 2010년 3월 2일부터 일본 후지 TV '한류 알파'라는 프로그램 통해 방영되었으며, 3월 24일에는 9.7% 시청률을 기록하며 일본 TV 동시간대 1위를 기록했다.[7]

## 참고 사항
- 당초 제목은 《인생은 아름다워》였으나, 동명의 영화와 혼동을 피하고 드라마의 내용을 직접적으로 나타내기 위해 《찬란한 유산》으로 제목을 변경하였다.[8]
- 한효주가 맡았던 고은성 역은 당초 박보영이 낙점되었으나 스케줄 문제로 고사했다.[9]
- 자극적인 소재와 개연성 부족한 일명 ‘막장드라마’가 대세인 2009년 상반기 드라마 코드에 반대되는 '착한 드라마'라는 호평을 들으며,[10] 24회부터는 전국 시청률 40%를 돌파하기도 하였다.
- 우연성 문제[11] 때문에 2009년 12월 열린 제 22회 한국방송작가상 드라마 부문 최종 후보에서 탈락했다.
- 해당 협찬사가 수행하고 있는 봉사활동 중의 하나인 '사랑의 밥차' 행사를 드라마 속 기업활동의 하나로 묘사(노숙자에게 설렁탕 제공)한 데다가 해당 행사의 현수막을 거의 유사한 형태로 일부 노출하여 방송통신심의위원회로부터 '주의' 조치를 받았다.[12]
- OST 중 <운명 그 두 번째 이야기>는 SBS 《어느날 갑자기》의 〈운명〉을 편곡한 곡이며 전인택 (고평중 역)이 MBC 사전제작 드라마 《2009 외인구단》에 손병호 감독 역으로 2009년 5월 17일부터 합류하여[13] 본의 아니게 겹치기 출연했는데 이 작품은 당초 최민수가 손병호 감독 역으로 낙점되었지만 2008년 4월 70대 노인을 폭행하고 불구속 입건된 전과[14] 때문에 하차했으며 이 과정에서 2008년 첫 방영될 것이 2009년으로 변경됐다.